# Vinter-Eventyr
Vinter-Eventyr är en bok som samlar Karen Blixens mest berömda berättelser. De elva berättelserna har ödet som gemensamt tema och behandlar bland annat människans förhållande till ödet och om människan kan förändra sitt öde för att förverkliga sina drömmar. Boken publicerades i Danmark den 10 oktober 1942, i England samma år och i USA året därpå. 

## Berättelserna (sagorna)
- Skibsdrengens Fortælling
- Den unge Mand med Nelliken
- En Historie om en Perle
- De standhaftige Slaveejere
- Heloïse
- Det drømmende Barn
- Fra det gamle Danmark
- Alkmene
- Peter og Rosa
- Sorg-Agre
- En opbyggelig Historie